# Хайнрих II (Мекленбург)
Вижте пояснителната страница за други личности с името Хайнрих II.
Хайнрих II „Лъвът“ (на немски: Heinrich II, Fürst zu Mecklenburg, der Löwe, * сл. 14 април 1266, † 21 януари 1329, Щернберг) от Дом Меклембург, е от 1287 до 1298 г. регент, от 1298 до 1302 съ-регент и от 1302 до 1329 г. сам княз на Мекленбург.

## Биография
Той е син на княз Хайнрих I (1230 – 1302) и съпругата му Анастасия.
От 1275 г. Хайнрих II управлява под регентството на майка си и чичовците му Николаус III (до 1290) и Йохан II (до 1283). От 1287 до 1289 г. управлява заедно с брат си Йохан III. Той е сърегент на баща си от 1298 до 1301 г. и го наследява в управлението след неговото затваряне и след смъртта му през 1302 г.
На 15 януари 1304 г. той получава до смъртта на съпругата му Беатрикс фон Бранденбург († 22 септември 1314) нейната зестра, бранденбургските земи Господство Щаргард.
Хайнрих II участва в няколко войни и умира на 21 януари 1329 г.

## Фамилия
Първи брак: през 1292 г. в замък Щаргард с Беатрикс фон Бранденбург († пр. 25 септември 1314), дъщеря на маркграф Албрехт III фон Бранденбург от род Аскани. Те имаи една дъщеря:
- Матилда (1293 – 1357), ∞ 1311 г. херцог Ото III от Брауншвайг-Люнебург

Втори брак: след 6 юли 1315 г. с Анна фон Саксония-Витенберг († 22 ноември 1327, Визмар), дъщеря на херцог Албрехт II от Саксония-Витенберг от род Аскани. Те имат децата:
- Хайнрих (1316 – 1321)
- Анастасия (1317 – 1321)
- Албрехт II Велики, господар на Мекленбург, и от 1348 г. първият херцог на Мекленбург
- Агнес (1320 – 1340), ∞ 6 януари 1338 г. за Николаус III, господар на Верле-Гюстров
- Йохан I (IV), господар на Мекленбург, 1348 херцог на Мекленбург-Щаргард (1329 – 1392)
- Беатрикс (1324 – 1399), абатиса в манастир Рибниц (1348 – 1395)

Трети брак: с Агнес, дъщеря на граф Гюнтер фон Линдов-Рупин († сл. 30 юли 1343)